# Лелюховский сельский совет (Новосанжарский район)
Лелюховский сельский совет (укр. Лелюхівська сільська рада) — входит в состав
Новосанжарского района
Полтавской области
Украины.
Административный центр сельского совета находится в 
с. Лелюховка.

## История
- 1923 — дата образования.

## Населённые пункты совета
- с. Лелюховка
- с. Забродки